# 1891 Gondola
För andra betydelser, se Gondol (olika betydelser).
1891 Gondola eller 1969 RA är en asteroid i huvudbältet som upptäcktes den 11 september 1969 av den Schweiziska astronomen Paul Wild vid Observatorium Zimmerwald. Den har fått sitt namn efter båt typen Gondol.
Asteroiden har en diameter på ungefär 11 kilometer.